# Federación Colombiana de Patinaje
La Federación Colombiana de Patinaje, cuya sigla es Fedepatín, es un organismo deportivo de derecho privado, sin ánimo de lucro, que apoya programas de interés público y social referentes al patinaje en Colombia. Sus principales funciones son: Fomentar, patrocinar y organizar la práctica del deporte de patinaje sobre ruedas y en hielo en sus diferentes modalidades deportivas a nivel nacional, desde su competencia técnica y administrativa. Al mismo tiempo, la federación es la encargada de organizar anualmente los campeonatos nacionales interclubes e interligas de las diferentes modalidades que se practican en el país. Los colores distintivos de la federación son blanco, rojo y gris. 
Las modalidades de patinaje establecidas dentro de la Federación Colombiana de Patinaje son: bandy, patinaje de velocidad, patinaje artístico sobre ruedas, hockey sobre patines, hockey sobre patines en línea y skateboarding. Sin embargo, no todas las disciplinas sobre patines en Colombia están federadas en esta organización. La comunidad del roller derby decidió en el año 2016 no ser parte de Fedepatín al no darles la federación garantías para desarrollar el deporte de manera apropiada, por lo cual no es probable que Colombia envíe representantes a los World Roller Games mientras no haya una solución entre las partes.
Desde hace un tiempo la Fedepatín comenzó el desarrollo de deportes de hielo como el bandy, el hockey sobre hielo, el patinaje de velocidad sobre hielo y sobre pista corta; en los dos últimos, busca aprovechar las fortalezas de los patinadores en línea nacionales, que han convertido a Colombia en potencia mundial de este deporte, para que hagan la transición del cemento y asfalto al hielo, intentando replicar los mismos éxitos tomando en cuenta que el patinaje en hielo si es parte de los Juegos Olímpicos de Invierno. Sin embargo, debido a la imposibilidad de construir y mantener una pista y/o cancha de hielo en Colombia, la preparación de estos deportistas se realiza en el extranjero, concretamente en Estados Unidos y Holanda, este último potencia mundial de la disciplina, donde están los escenarios para entrenar y los torneos para foguearse con patinadores de más experiencia en el hielo. Y por los altos costos de los viáticos en el exterior, Fedepatín sólo puede preparar a un muy reducido grupo de patinadores para esta transición.